# Гептасульфид пентаиттрия
Гептасульфид пентаиттрия — бинарное неорганическое соединение 
иттрия и серы 
с формулой Y5S7, 
сине-черные кристаллы.

## Получение
- Нагревание стехиометрической смеси чистых веществ:

{\displaystyle {\mathsf {5Y+7S\ {\xrightarrow {1630^{o}C}}\ Y_{5}S_{7}}}}

## Физические свойства
Гептасульфид пентаиттрия образует сине-черные кристаллы
моноклинной сингонии, пространственная группа C 2/m, параметры ячейки a = 1,2768 нм, b = 0,3803 нм, c = 1,1545 нм, β = 104,82°, Z = 2
.
Соединение плавится при температуре 1630°С.
Соединение обладает проводимостью металлического типа .